# 二上神社口站
二上神社口站（日语：／ Nijojinjaguchi eki */?）位於日本奈良縣葛城市加守，為近畿日本鐵道（近鐵）南大阪線的鐵路車站。車站編號為F20。
通常急行列車不停靠本站，但是當牡丹花季時，急行列車會臨時停靠本站與隔壁的當麻寺站。

## 歷史
- 1929年（昭和4年）3月29日 - 大阪鐵道的古市 - 久米寺（現在的橿原神宮前）間開通，本站啟用[1]。
- 1943年（昭和18年）2月1日 - 關西急行鐵道與大阪鐵道合併[1]。本站成為關西急行鐵道天王寺線的車站。
- 1944年（昭和19年）6月1日 - 關西急行鐵道與南海鐵道（現在的南海電氣鐵道）合併[1]。本站成為近鐵南大阪線的車站。
- 2007年（平成19年）4月1日 - 可使用PiTaPa乘車[2]。
- 2013年（平成25年）12月21日 - 全日無站務員進駐。

## 車站構造
側式月台2面2線的地面車站。月台長度可容納4節車廂編成。站房與驗票口位於2號月台，與1號月台之間有站內平交道連通。驗票口內設有洗手間。
本站由高田市站管理，為無人車站。

### 月台配置
| 月台 | 路線     | 方向 | 目的地                          |
| ---- | -------- | ---- | ------------------------------- |
| 1    | 南大阪線 | 下行 | 往 橿原神宮前、吉野、御所       |
| 2    | 南大阪線 | 上行 | 往 古市、大阪阿部野橋、河内長野 |

## 使用狀況
近年1日上下車人次調査結果如下。
- 2018年11月13日：799人
- 2015年11月10日：833人
- 2012年11月13日：784人
- 2010年11月9日：882人
- 2008年11月18日：969人
- 2005年11月8日：1,081人

### 上車人次
近年的1日平均上車人次如下。
| 年度               | 1日平均 上車人次 |
| ------------------ | ---------------- |
| 1995年（平成7年）  | 779              |
| 1996年（平成8年）  | 782              |
| 1997年（平成9年）  | 766              |
| 1998年（平成10年） | 731              |
| 1999年（平成11年） | 710              |
| 2000年（平成12年） | 674              |
| 2001年（平成13年） | 673              |
| 2002年（平成14年） | 630              |
| 2003年（平成15年） | 606              |
| 2004年（平成16年） | 584              |
| 2005年（平成17年） | 554              |
| 2006年（平成18年） | 537              |
| 2007年（平成19年） | 510              |
| 2008年（平成20年） | 520              |
| 2009年（平成21年） | 506              |
| 2010年（平成22年） | 486              |
| 2011年（平成23年） | 456              |
| 2012年（平成24年） | 443              |
| 2013年（平成25年） | 440              |
| 2014年（平成26年） | 437              |
| 2015年（平成27年） | 429              |
| 2016年（平成28年） | 424              |
| 2017年（平成29年） | 432              |
| 2018年（平成30年） | 430              |

## 車站周邊
- 葛木倭文坐天羽雷命神社（日语：葛木倭文座天羽雷命神社）（加守神社）
- 加守廢寺（六角堂遺跡）
- 石光寺
- 磯壁簡易郵局
- 葛木二上神社（二上神社）

## 公車路線
葛城市社區巴士
- 迷你巴士A 當麻線 - 在本站南側道路上，向西200公尺設有「加守消防池停留所」，向東50公尺，在北上150公尺處設有「加守東停留所」。

## 相鄰車站
近畿日本鐵道
 南大阪線
■急行、■區間急行
通過（但牡丹花季時，急行列車會臨時停靠本站與隔壁的當麻寺站）
■準急・■普通
二上山 （F19） － 二上神社口 （F20） － 當麻寺 （F21）